# روبرت هيلينبراند
روبرت هيلينبراند (مواليد 2 أغسطس 1941) هو مؤرخ فني بريطاني متخصص في الفن الفارسي والإسلامي. وهو زميل أستاذ في جامعات إدنبرة  وسانت أندروز. شغل منصب أستاذ سليد للفنون الجميلة في جامعة كامبريدج للفترة من 2008-2009. ألقى محاضرة 2010 جوانب الفن.
في عام 2018 خلال مؤتمر جمعية الدراسات الإيرانية في جامعة كاليفورنيا، إيرفين، مُنحت جائزة الإنجاز مدى الحياة لهيلينبراند. في نفس العام ظهر في الفيلم الوثائقي "طاق كسرى: من عجائب الهندسة المعمارية" كعالم من بلاد فارس الساسانية.

## منشورات مختارة
- الصور الإمبراطورية في الرسم الفارسي
- الفن وعلم الآثار في بلاد فارس القديمة (محرر مشارك)
- العمارة الإسلامية في شمال إفريقيا (مؤلف مشارك)
- الفن والعمارة الإسلامية
- عمارة القدس العثمانية: مقدمة
- دراسات في الفن والعمارة الإسلامية في العصور الوسطى (2 مجلدات)
- العمارة الإسلامية. الشكل والوظيفة والمعنى (تمت الترجمة إلى الفارسية عام 1998)

## المعارض الفنية
- صور إمبراطورية للرسم الفارسي: معرض المجلس الاسكتلندي للفنون (1977).

## الجوائز
حاز على جائزة الملك فيصل العالمية في الدراسات الإسلامية سنة 2023.

## روابط خارجية
- روبرت هيلينبراند | جامعة سانت أندروز - Academia.edu